# ایست بیگز (کالیفرنیا)
ایست بیگز (به انگلیسی: East Biggs) یک منطقهٔ مسکونی در ایالات متحده آمریکا است که در شهرستان بیوت، کالیفرنیا واقع شده‌است. ایست بیگز ۳۷ متر بالاتر از سطح دریا واقع شده‌است.